# Palte
Palte – gaun wikas samiti we wschodniej części Nepalu w strefie Sagarmatha w dystrykcie Okhaldhunga. Według nepalskiego spisu powszechnego z 2001 roku liczył on 674 gospodarstw domowych i 3637 mieszkańców (1825 kobiet i 1812 mężczyzn).